# Amiral Spiridonov (destroyer)
L'Amiral Spiridonov (Адмирал Спиридонов) est un destroyer de la classe Oudaloï ayant servi dans la marine russe, nommé d'après l'amiral Emil Spiridonov (en), décédé en 1981.

## Historique
Sa quille est posée le 11 avril 1982 par le chantier naval Yantar de Kaliningrad avec le numéro de coque 113, il est lancé le 28 avril 1983 et mis en service le 30 décembre 1984. Le navire est nommé d'après l'amiral Emil Spiridonov (en), qui a commandé la flotte soviétique du Pacifique jusqu'à sa mort en 1981.
Le 1er mars 1985, l'Amiral Spiridonov rejoint la 183e brigade de lutte anti-sous-marine. Entre le 21 août et le 22 novembre 1985, le navire navigue de Liepāja à Vladivostok pour rejoindre la flotte du Pacifique avec les Amiral Nakhimov, Frounzé et Osmotritelny, visitant Luanda en Angola, Maputo au Mozambique, Aden au Yémen du Sud et la baie de Cam Ranh au Vietnam. Le 16 juin 1986, le navire mène des exercices dans la mer du Japon, suivis d'une visite à Wonsan, en Corée du Nord, puis des opérations dans l'océan Indien et le golfe Persique entre 1989 et 1991.
Le 20 juillet 2001, le navire est retiré du service puis démoli.